# Кім Ин Джон
Кім Ин Джон (кор. 김은정) на прізвисько Анні — південнокорейська керлінгістка, олімпійська медалістка.

## Кар'єра
Срібну олімпійську медаль Кім виборола на Пхьончханській олімпіаді 2018 року в складі корейської команди, в якій грала на позиції скіпа.